# Бруфас, Афанасиос
Афанасиос Бруфас (греч. Αθανάσιος Μπρούφας (Палеокримни около Поликастано Козани (ном), Западная Македония 1850 — Морихово 1896) — один из самых видных участников раннего периода Борьбы за Македонию.

## Биография
Афанасиос Бруфас родился в селе Палеокримни Козани (ном), Западная Македония. В дальнейшем его семья переселилась в село Айдониа (тогда Стизаки) соседнего западно-македонского региона Гревена.
Достигнув совершеннолетия уехал в Греческое королевство, в Афины, где работал каменщиком. Вернувшись в Македонию продолжил работать каменщиком.

## Македонская революция 1878 года
Революционная и боевая деятельность Бруфаса началась в 1878 году. Сан-Стефанский мир 1878 года игнорировал греческие интересы, предусматривал создание «Великой Болгарии», «которая», согласно английскому историку Дакину, «сама не приложила особых усилий, для получения своей свободы». «Великая Болгария» включала в себя греческие, с точки зрения греков, города Македонии и Западного Причерноморья. Идеалы панславизма той эпохи поэтически говорили о том что «От скал Афона вплоть до поморян ………… раскинулись владения славян».
Сан-Стефанский мир не включал непосредственно скалы Афона в новое славяноязычное государство, но греческое население остальных областей Македонии, жаждущее воссоединения с Грецией пришло в движение.
Греческое восстание, именуемое в греческой историографии «Македонская революция 1878 года» имело два основных центра: область Пиерия (см. Пиерийское восстание) и Западную Македонию. В Западной Македонии 18 февраля было сформировано «Временное правительство Македонии-Епархия Элимия» (ном Козани и ном Кастория). Возглавили правительство И.Лиатис и Пихеон, Анастасиос. В своей прокламации правительство провозглашало «перед богом и людьми, воссоединение родины Александра Македонского с матерью Грецией». Военные действия шли с успехом для повстанцев до августа 1878 года,.

С началом восстания, Бруфас продал свой дом и на вырученные деньги вооружил свой отряд, который насчитывал 70 бойцов. В отряде состояли и оба его брата. Пихеон, Анастасиос писал о деятельности Бруфаса и Каранаумиса: 

Деятельность этих двух военачальников была долговременной, распространилась во многие регионы Западной Македонии и привела к устрашению и успокоению многих беев, усложнила, или совсем прекратила разбойничьи набеги турко-албанцев, усложнила, или прекратила, деятельность агентов болгарской и румынской пропаганды, придавая смелость грекам Македонии и надежды на будущее освобождение. Национальная деятельность Бруфаса распространилась до Восточной Македонии
.
19 апреля 1878 года, при посредничестве Англии, было подписано перемирие. Греческие военачальники получили амнистию. Однако, 1500 повстанцев, удерживающих область вокруг Писодери, невзирая на перемирие, по прежнему угрожали взятием Монастира (Битола), что вынудило османов послать сюда 15 полков азиатских турок. Турецкие полки получили передышку в октябре, благодаря наступившей зиме. Греки отошли в укрытия и в Греческое королевство.
После Берлинского конгресса, в июне 1878 года, Греция ожидала от османов приграничных территориальных уступок и не стала рисковать, возобновляя военные действия. Несмотря на поражение, сопровождавшееся разрушением сёл, Пиерийское и Западномакедонское восстания усилили позицию Греции на конгрессе. Ревизия Сан-Стефанского мира была предварительно обговорена секретным англо-русским соглашением от 18 (30) апреля 1878 года. Греческая дипломатия, избегая максималистских требований, поставила себе целью получить Крит и территориальные уступки в Эпире, Фессалии. Что касается Македонии и Фракии, основной задачей было не допустить их включение в состав нового болгарского государства, что совпадало с позицией других европейских государств.
По решениям конгресса, Греция получила незначительную коррекцию границ в свою пользу в Эпире и в Фессалии. Ревизия Сан-Стефанского мира, чему в определённой мере содействовало восстание, оставила вопрос о будущем Македонии открытым.
Революционная деятельность Бруфаса продолжилась на всей территории Македонии и после 1878 года. Источники упоминают частые контакты Бруфаса и Каранаумисаса с Пихеоном. Бруфас и его отряд поддерживал революционную деятельность Пихеона в Северной Македонии в период 1878—1885 годов .

## Военные события в Македонии в 1896 году
В 1885 году Болгария де-факто аннексировала Восточную Румелию (де-юре аннексия состоялась в 1908 году. Это событие и последовавшая ассимиляционная политика по отношению к греческому населению Восточной Румелии и Причерноморья вызвали возмущение в Греции. Но никаких действий греческого правительства не последовало.
Однако когда четники Сарафова в июле 1895 года на несколько дней заняли город Мелник, который греки считали «самым значительным греческим центром на севере восточной Македонии», стало очевидно, что греческие интересы вновь сталкиваются с болгарскими претензиями в Македонии.
Поскольку греческое правительство не принимало решительных шагов после аннексии Восточной Румелии, весной 1894 года в Афинах, в основном младшими офицерами армии, было создано тайное Национальное общество (греч. «Εθνική Εταιρεία»). Среди организаторов Общества был будущий герой Борьбы за Македонию Павлос Мелас. Целью общества было «возрождение национального духа». После эпизода в Мелнике, летом 1896 года «Общество» подготовило в Фессалии 6 вооружённых отрядов, которые начали действовать не только и не столько против турок, сколько в рамках «протеста против болгарских претензий» в Македонии. Самым значительным из мобилизованных Обществом македонских военачальников был Бруфас.
Во главе отряда в 90 человек, Бруфас высадился в Элефтерохори на побережье Пиерии в начале июля 1896 года. После ряда столкновений с турецкими частями, отряд направился к горе Вермион. Внимание Греции в 1896 году было приковано, в основном, к разгорающемуся восстанию на Крите и основной целью отрядов Бруфаса и других военачальников, появившиеся летом 1896 года в Македонии, было вселить уверенность греческому населения и подчеркнуть интерес эллинизма к подвергавшимся угрозе соплеменникам Македонии. Демонстрируя греческое присутствие в Македонии, Бруфас дал успешный бой с турками в Ксироливадо, на западных склонах Вермиона.
После нового боя, на вершине Караташ Вермиона, Бруфас разбил отряд на 2 части и во главе своей части направился к региону Морихово (греч. Μορίχοβο, болг. Мариово). Здесь состоялся новый бой с турками, в котором Бруфас был ранен. Преданный болгарами, Бруфас был окружён турками в селе Тикфес, в доме где он остался на лечение, и был убит в бою...
Английский историк Дайкин считает Бруфаса и его отряд самыми известными в тот период в Македонии. Пять других отрядов последовали за отрядом Бруфаса. Большинство из них выступили с греко-турецкой границы, один попытался высадиться на побережье Пиерии. Но ни один из них не смог продержаться достаточное время, будучи разбитым, как только вступал на османскую территорию. Отряд Х.Вервераса, выступивший с Олимпа на соединение с Бруфасом в Тикфес, дал бой с турками в горах Пайко, где был убит командир отряда и отступил в Грецию.
Однако, части отряда Бруфаса и других разбитых отрядов, под командованием местных командиров македонян, направились в разные регионы Центральной Македонии и Западной Македонии. Последовала их совместная прокламация из региона Преспа (озеро), 15 августа 1896 года, в которой командиры отрядов заявляли: «Мы, будучи эллинами, желаем видеть Македонию греческой и боремся за это» (греч. «Ημείς, Έλληνες όντες, ελληνικήν την Μακεδονίαν θέλομεν και προς τούτο αγωνιζόμεθα»).
Действия Бруфаса и других военачальников подтвердили греческое присутствие в Македонии до Железных Ворот(Демир-Капу). Это присутствие было отмечено в докладах европейских консулов, которые также отметили безупречное отношение повстанцев по отношению ко всем христианам, жителям Македонии. Повстанческая деятельность и смерть Афанасия Бруфаса была воспета греками Македонии в ряде народных песен: